# George Jablonski
George Gerard Jablonski (Milwaukee, 18 luglio 1919 – Franklin, 1º giugno 1992) è stato un cestista e allenatore di pallacanestro statunitense, professionista nella NBL.

## Carriera
Giocò una stagione nella NBL, disputando complessivamente 11 partite con 1,7 punti di media.